# Коханьский, Павел
Павел Коханьский (пол. Paweł Kochański), известный в США как Пол Кочаньски (англ. Paul Kochanski; 14 сентября 1887 — 12 января 1934)) — американский и польский скрипач, композитор, аранжировщик и дирижёр.

## Биография
Родился 14 сентября 1887 года в Одессе. По происхождению польский еврей, родители — Йешуа Каган (пол. Josua Kagan) и Хана Смоленицкая (пол. Chana Smoljenicka). Игре на скрипке учился сначала у своего отца, а затем у Эмиля Млынарского, ученика Леопольда Ауэра. В 1898 году Млынарский переехал в Варшаву и основал там филармонический оркестр в 1901 году, в котором Павел стал в возрасте 14 лет концертмейстером. Млынарский также занимался воспитанием Павла и верил, что его подопечный станет в будущем всемирно известным музыкантом. В 1903 году Коханьский отправился учиться в Брюссельскую консерваторию на средства, выделенные богатыми варшавскими семьями: он учился на кафедре скирпача Сезара Томсона, окончив его через 4 месяца и получив «Первую премию с величайшим отличием» (фр. Premier prix avec la plus grande distinction).
После окончания Коханьский встретился с Артуром Рубинштейном по приглашению Юлиуша Вертхайма. Их музыкальные вкусы были близки, но настоящая дружба завязалась в 1907 году после концертов в Варшавской филармонии, в том числе после исполнения Крейцеровой сонаты Бетховена и Фортепианного трио Чайковского с виолончелистом Й. Сабеликом. В 1908 году вместе с Юзефом Ярошиньским они совершили большое турне по Европе (Берлин, Париж, Лондон и Карлсбад), а в 1908—1909 годах Коханьский и Рубинштейн выступали в Варшавской филармонии с сонатой для скрипки и фортепиано A Франка, Крейцеровой сонатой и трио Брамса (в трио выступал брат Павла, виолончелист Эли Коханьский).

## Довоенные годы
С 1907 года Коханьский дал концерты в Берлине, Вене, Лейпциге, Глазго, Эдинбурге, Лондоне и Санкт-Петербурге. В 1909—1911 годах Коханьский преподавал в Варшавской консерватории на кафедре скрипки. В 1909 году он с Рубинштейном впервые исполнил сонату для скрипки D минор Кароля Шимановского; с Шимановским они были представителями модернистского движения Молодой Польши. В 1911 году Павел женился на Зосе Кон (пол. Zosia Kohn), которая ранее безуспешно пыталась выйти за Юлиуша Вертхайма, а отец невесты купил для жениха скрипку Страдивари. В 1916 году Шимановский посвятил свой концерт для скрипки № 1 Коханьскому, автору каденции.
В 1913—1914 годах Рубинштейн познакомил Коханьского и Шимановского в Лондоне с Полом и Мюриэль Драперами, а в Лондоне Павел встретил Игоря Стравинского, познакомившись за время пребывания в Лондоне также с кругом таких музыкантов, как Пабль Казальс, Жак Тибо, Лайонел Тертис, Пьер Монтё и др. Стравинский посвятил партию скрипки и пианино в трёх частях из балета «Жар-птица» Коханьскому, который участвовал в двух сольных концертах Рубинштейна в Бекстайн-Холле в 1914 году, один из которых был посвящён исключительно современной музыки.
С 1916 по 1918 годы Павел был преподавателем Санкт-Петербургской консерватории, познакомившись с выпускником консерватории Сергеем Прокофьевым и дав ему даже несколько советов по исполнению сольной партии в концерте для скрипки с оркестром № 1. В 1918—1920 годах он преподавал в Киевской консерватории, куда приехал по предложению Рейнгольда Глиэра, а в январе 1920 года исполнил Ноктюрн и тарантеллу Кароля Шимановского в Варшаве вместе с его братом Феликсом Шимановским.

## В Лондоне и Нью-Йорке
В 1920 году Коханьский проживал в Лондоне, дав совместный концерт с Рубинштейном в Уигмор-Холле. В Лондоне они встретились с Шимановским, с которым Павел и Зося проводили время в Брайтоне. Коханьский и Шимановский снова выступили в Уигмор-Холле в январе 1921 года, а через неделю отправились в Нью-Йорк, где их ждали Пол Дрейпер и Джордж Энгельс (представитель Коханьского в США). В США Коханьский и Рубинштейн дали премьерный концерт с исполнением сонаты для скрипки № 1 Эрнеста Блоха, а Коханьский исполнил концерт для скрипки с оркестром Брамса в Карнеги-холле, который прошёл на «ура». Все исполнители вернулись в Англию, только чтобы осенью 1921 года снова отправиться оттуда в Нью-Йорк. В апреле 1922 года Коханьский выступил в Буэнос-Айресе. В дальнейшем Коханьский выступал и проживал в Нью-Йорке, преподавая с 1924 года в Джульярдской школе на кафедре скрипки. За вклад в культуру в 1927 году награждён офицерским крестом Ордена Возрождения Польши. 
В 1933 году, когда у Коханьского уже диагностировали рак, композитор, будучи в тяжёлом состоянии, помог Каролю Шимановскому завершить концерт для скрипки с оркестром № 2 и выступить с ним. 12 января 1934 года Павел Коханьский скончался от рака в возрасте 46 лет в Нью-Йорке. Концерт Шимановского был посвящён памяти коллеги; прощание прошло в здании Джульярдской школы в присутствии 1500 человек. Гроб с телом несли Артуро Тосканини, Фрэнк Дамрош, Яша Хейфец, Владимир Горовиц, Фриц Крейслер, Сергей Кусевицкий, Леопольд Стоковский и Ефрем Цимбалист.

## Мнения
Декан Джульярдской школы Джон Эрскин называл игру Коханьского и его преподавание «великолепным», отмечая, что его влияние и слава были только на самой заре, когда скрипач скончался. Эрскин полагал, что если бы не смертельная болезнь, Коханьский мог бы высоко проявить себя как композитор. По воспоминаниям Рубинштейна, Павел любил разговарить с прямолинейными людьми, увлекался играми в карты, однако порой мог грубить и быть настолько нетерпеливым и импульсивным, что в случае серьёзной ссоры выходил из зала, хлопая дверью изо всех сил.

## Рукописи
В декабре 1988 года Министерство культуры и национального наследия Польши выкупили с аукциона Sotheby's рукописи Павла Коханьского, которые ныне хранятся в Национальной библиотеке Польши.